# Bushmakinite
La bushmakinite (simbolo IMA: Bmk) è un minerale piuttosto raro del supergruppo della brackebuschite; appartiene alla famiglia dei "fosfati, arseniati e vanadati" e possiede composizione chimica Pb2Al(PO4)(VO4)(OH).
La bushmakinite è l'analogo dell'alluminio (Al3+) della ferribushmakinite.

## Etimologia e storia
La bushmakinite prende il nome in onore di Anatoly Filippovich Bushmakin (Анатолий Филиппович Бушмакин) (1947–1999), mineralogista e cristallografo russo, per i suoi contributi significativi alla mineralogia della zona del giacimento di "Berezovskoye".

## Classificazione
La classica nona edizione della sistematica dei minerali di Strunz, aggiornata dall'Associazione Mineralogica Internazionale (IMA) fino al 2009, elenca la bushmakinite nella classe "8. Fosfati, arseniati, vanadati" e da lì nella sottoclasse "8.B Fosfati, ecc., con anioni aggiuntivi, senza H2O"; questa viene suddivisa più finemente in base alla dimensione dei cationi coinvolti e al rapporto tra anione idrossile e gruppo RO4, in modo tale da trovare la bushmakinite nella sezione "8.BG Con cationi di media e grande dimensione, (OH, ecc.):RO4 = 0,5:1" dove forma il sistema nº 8.BG.05 insieme ad arsentsumebite, arsenbrackebuschite, bearthite, brackebuschite, calderónite, feinglosite, gamagarite, goedkenite, tokyoite e tsumebite.
Tale classificazione resta invariata anche nell'edizione successiva, proseguita dal database "mindat.org" e chiamata Classificazione Strunz-mindat, nella quale all'interno del sistema 8.BG.05 fanno la loro comparsa anche il minerale ferribushmakinite, un possibile analogo dell'arsenico della tokyoite e un minerale ancora senza nome designato come UM1994-19-PO:CuHMoPb.
Nella Sistematica dei lapis (Lapis-Systematik) di Stefan Weiß la bushmakinite si trova nella classe dei "fosfati, arseniati e vanadati" e nella sottoclasse dei "fosfati anidri, con anioni estranei F,Cl,O,OH"; qui è nella sezione dei "cationi medi e grandi: Mg-Cu-Zn e Ca-Na-K-Ba-Pb; gruppo della brackebuschite" dove forma il sistema nº VII/B.24 insieme ad arsenbrackebuschite, arsentsumebite, bearthite, brackebuschite, calderónite, canosioite, feinglosite, ferribushmakinite, gamagarite goedkenite, grandaite, jamesite, lulzacite, tokyoite e tsumebite.
Anche nella sistematica dei minerali secondo Dana, usata principalmente nel mondo anglosassone, la brackebuschite è nella famiglia dei "fosfati, arseniati e vanadati"; qui è nella classe dei "fosfati [arseniati e vanadati] idrati" e nella sottoclasse dei "fosfati [arsentiati e vanadati] idrati con A2+(B2+)2(XO4) • x(H2O)", dove forma il "gruppo della brackebuschite" con il sistema nº 40.02.08 insieme a brackebuschite, arsenbrackebuschite, feinglosite e calderónite.

## Abito cristallino
La bushmakinite cristallizza nel sistema monoclino nel gruppo spaziale P21/m (gruppo nº 11) con i parametri reticolari a = 7,734 Å, b = 5,814 Å, c = 8,69 Å e β = 112,1°, oltre ad avere 2 unità di formula per cella unitaria.

## Origine e giacitura
La bushmakinite ha origine dall'ossidazione di galena e tetraedrite in vene di quarzo. La paragenesi è con bindheimite, cerussite, galena, mottramite, piromorfite, quarzo, minerali del sottogruppo della tennantite, minerali del sottogruppo della tetraedrite e vauquelinite.
La bushmakinite è piuttosto rara ed è stata trovata solo in pochi siti: la sua località tipo, la miniera di "Severnaya" presso Beryozovsky (oblast' di Sverdlovsk, Russia); nella miniera di "Penny West" nella contea di Sandstone (Australia Occidentale); ritrovamenti lungo la Bergstraße nei pressi di Darmstadt (in Assia, Germania) e nei pressi di Fontrieu (in Occitania, Francia).

## Forma in cui si presenta in natura
La bushmakinite forma cristalli lamellari di dimensioni fino a 0,3×0,2×0,02 mm. Il minerale è traslucido con lucentezza da adamantina a vitrea; il colore è giallo brillante, mentre quello del suo striscio è giallo chiaro.